# Mark Green
Mark Edward Green, född 8 november 1964 i Jacksonville i Florida, är en amerikansk politiker (republikan). Han är ledamot av USA:s representanthus sedan 2019.
Green gick i skola i Monticello High School i Monticello i Mississippi och utexaminerades 1986 från United States Military Academy. Han avlade 1999 läkarexamen vid Wright State University i Ohio och tjänstgjorde i USA:s armé 1986–2006.